# Bellot (Sena i Marne)
Bellot és un municipi francès, situat al departament del Sena i Marne i a la regió d'Illa de França. L'any 2007 tenia 792 habitants.
Forma part del cantó de Coulommiers, del districte de Provins i de la Comunitat de comunes dels Deux Morin.

## Demografia

### Població
El 2007 la població de fet de Bellot era de 792 persones. Hi havia 296 famílies, de les quals 67 eren unipersonals (32 homes vivint sols i 35 dones vivint soles), 87 parelles sense fills, 134 parelles amb fills i 8 famílies monoparentals amb fills.
La població ha evolucionat segons el següent gràfic:
Habitants censats

### Habitatges
El 2007 hi havia 371 habitatges, 302 eren l'habitatge principal de la família, 50 eren segones residències i 18 estaven desocupats. 335 eren cases i 32 eren apartaments. Dels 302 habitatges principals, 255 estaven ocupats pels seus propietaris, 40 estaven llogats i ocupats pels llogaters i 7 estaven cedits a títol gratuït; 2 tenien una cambra, 17 en tenien dues, 45 en tenien tres, 76 en tenien quatre i 163 en tenien cinc o més. 238 habitatges disposaven pel capbaix d'una plaça de pàrquing. A 140 habitatges hi havia un automòbil i a 138 n'hi havia dos o més.

### Piràmide de població
La piràmide de població per edats i sexe el 2009 era:
| Homes | Edats   | Dones |
| ----- | ------- | ----- |
| 0     | 95 o +  | 0     |
| 0     | 90 a 94 | 4     |
| 4     | 85 a 89 | 4     |
| 8     | 80 a 84 | 0     |
| 4     | 75 a 79 | 16    |
| 20    | 70 a 74 | 16    |
| 8     | 65 a 69 | 8     |
| 24    | 60 a 64 | 16    |
| 16    | 55 a 59 | 28    |
| 16    | 50 a 54 | 28    |
| 32    | 45 a 49 | 24    |
| 28    | 40 a 44 | 16    |
| 12    | 35 a 39 | 16    |
| 24    | 30 a 34 | 32    |
| 32    | 25 a 29 | 40    |
| 16    | 20 a 24 | 16    |
| 32    | 15 a 19 | 24    |
| 36    | 10 a 14 | 24    |
| 20    | 5 a 9   | 12    |
| 24    | 0 a 4   | 16    |

## Economia
El 2007 la població en edat de treballar era de 524 persones, 395 eren actives i 129 eren inactives. De les 395 persones actives 357 estaven ocupades (192 homes i 165 dones) i 38 estaven aturades (19 homes i 19 dones). De les 129 persones inactives 41 estaven jubilades, 44 estaven estudiant i 44 estaven classificades com a «altres inactius».

### Ingressos
El 2009 a Bellot hi havia 305 unitats fiscals que integraven 791,5 persones, la mediana anual d'ingressos fiscals per persona era de 18.960 €.

### Activitats econòmiques
Dels 26 establiments que hi havia el 2007, 1 era d'una empresa de fabricació de material elèctric, 1 d'una empresa de fabricació d'altres productes industrials, 6 d'empreses de construcció, 7 d'empreses de comerç i reparació d'automòbils, 1 d'una empresa de transport, 2 d'empreses d'hostatgeria i restauració, 1 d'una empresa d'informació i comunicació, 2 d'empreses financeres, 3 d'empreses de serveis, 1 d'una entitat de l'administració pública i 1 d'una empresa classificada com a «altres activitats de serveis».
Dels 8 establiments de servei als particulars que hi havia el 2009, 1 era un taller de reparació d'automòbils i de material agrícola, 1 autoescola, 3 paletes, 1 fusteria, 1 lampisteria i 1 restaurant.
Dels 2 establiments comercials que hi havia el 2009, 1 era una botiga de més de 120 m² i 1 una botiga d'electrodomèstics.
L'any 2000 a Bellot hi havia 8 explotacions agrícoles.

## Equipaments sanitaris i escolars
El 2009 hi havia una escola elemental.

## Poblacions més properes
El següent diagrama mostra les poblacions més properes.